# Torremocha (Jaén)
Torremocha, o Torre Mocha, son los restos de un torreón medieval de mampostería irregular, probablemente del siglo XII, que conserva aún parte de su alzado. Se sitúa se encuentra sobre un cerro, al cual da nombre, a 665 metros de altitud, entre los arroyos Hondo y de la Cuevezuela, dentro del término municipal de Jaén, a unos 12 km de este y a unos 4 km de Mancha Real. Junto a la torre medieval se encuentra el vértice geodésico de Torremocha.

## Descripción
El yacimiento está situado en un cerro. Fue muy destruido en el año 1682, ya que del mismo se extrajo gran cantidad de piedra destinada a la construcción de la iglesia de Mancha Real.
En la parte más alta del cerro se encuentran los restos de la torre, de unos 8 x 9 m². Al encontrarse desmochada se desconoce su altura en origen.
La torre formaba parte de un recinto de planta poligonal del que sólo quedan los cimientos. Existen restos de población de distintas épocas a su alrededor.

## Historia

### Época íbera
Debido a las características estratégicas y defensivas que dispone el cerro, fue ocupado en época ibera como punto de control de las explotaciones salineras del entorno y de las vías de comunicación que discurren junto al mismo. Para ello se construyó un recinto de planta cuadrada.

### Época romana
En época altoimperial el asentamiento se expande y alcanza su mayor extensión. Con el objetivo de controlar los caminos que discurren por el pie del cerro, se reutilizan las estructuras defensivas de época ibera. Permanecerá habitado con este objetivo hasta época cristiana.

### Época emiral
Durante los siglos VIII a IX el asentamiento se limita a ocupar la cumbre del cerro, sobre las estructuras defensivas de anteriores épocas. Desde ellas se controlarían los caminos que enlazaban las madīnas de Ŷaīyān y Bayyâsa. De la misma manera, se pusieron en explotación los aprovechamientos salinos del entorno.

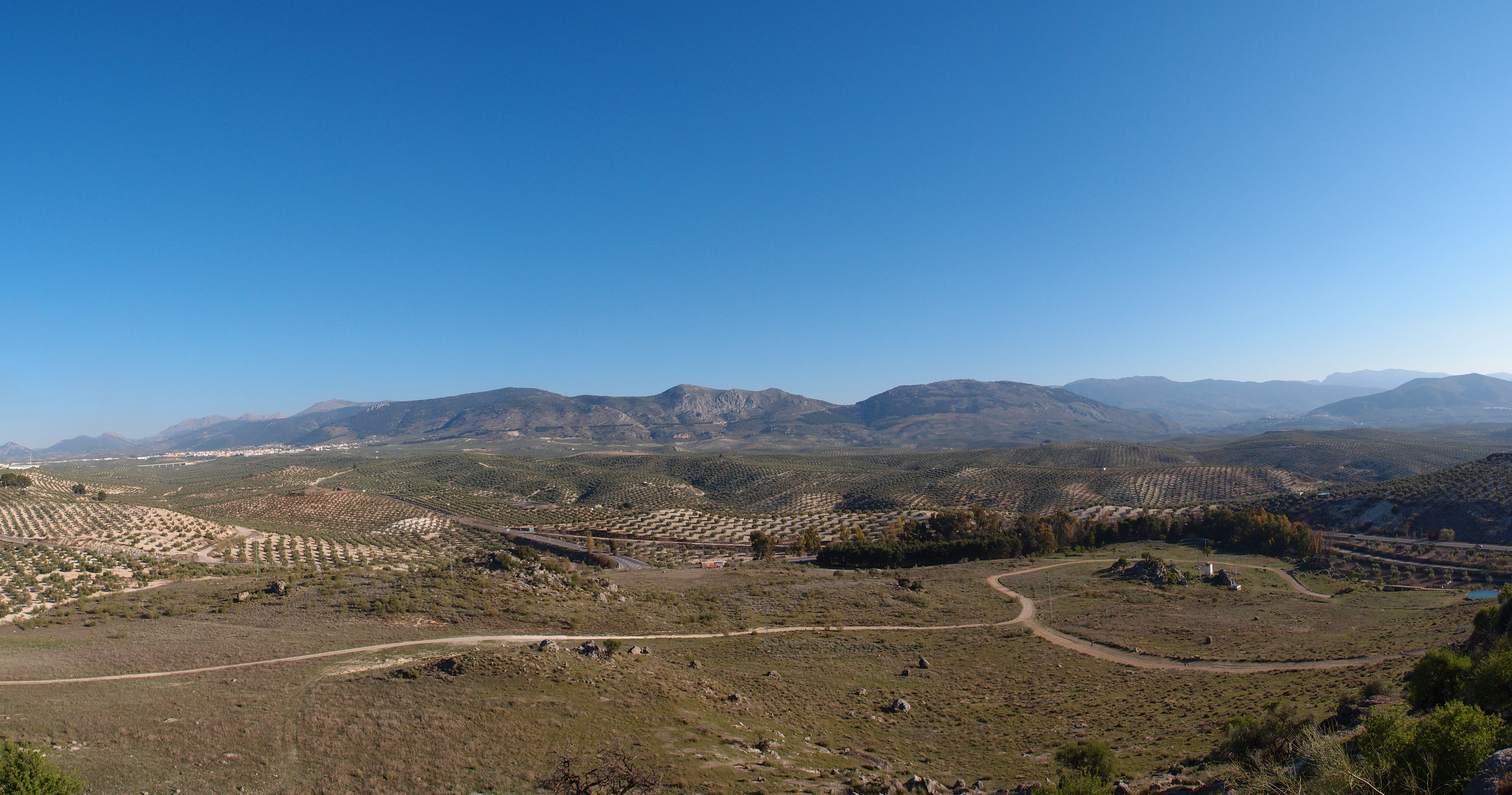
Vista panorámica de Mancha Real, Sierra Mágina, Serrezuela de Pegalajar y la Sierra Sur, desde Torremocha. Nótese la calidad estratégica del enclave como punto de control de las vías de comunicación y del entorno.

### Época califal y cristiana
En la prospección superficial llevada a cabo por el profesor Juan Carlos Castillo Armenteros no se llegó a hallar material de los siglos X a XII. Sin embargo, es muy posible que en la cumbre del cerro se construyera en el siglo XII una fortificación árabe, que tras la conquista cristiana fuese convertida por una pequeña fortaleza de mampostería irregular, muy similar a la existente en el cerro Peñaflor, a pocos kilómetros de distancia.

### Época bajomedieval
En época bajomedieval, esta torre conectaba con Torrechantre, situada a 2,2 km, y Torre Bermeja, a 3,2 km. Toda esta zona era de elevado interés político tras la conquista de Jaén por parte de los cristianos. La proximidad de la frontera del Reino nazarí de Granada motivaba el despliegue de las tropas cristianas en fortificaciones y otro tipo de estructuras, situadas en cerros elevados, como es el caso de los mencionados anteriormente, con el objetivo de evitar las razzias árabes en la zona.

## Protección
Declarado Monumento Histórico, es decir, Bien de Interés Cultural. Se encuentra bajo el auspicio de la Declaración genérica del Decreto de 22 de abril de 1949, así como de la Ley 16/1985 sobre el Patrimonio Histórico Español.